# Centre de ressources et d'information sur les multimédias pour l'enseignement supérieur
Le Centre de ressources et d'information sur les multimédias pour l'enseignement supérieur (CERIMES) est un ancien organisme public du ministère de l'Enseignement supérieur et de la Recherche (France), associé au Centre national de documentation pédagogique (CNDP). En 2005, il a pris la succession du Service du film de recherche scientifique (SFRS). 
Il a été mis fin à son activité le 31 décembre 2014, dans le cadre de la restructuration de la direction générale de l'Enseignement supérieur.
Une partie des ressources du CERIMES rejoint l'administration centrale, une autre, notamment les projets Canal-U et BibNum, la Fondation Maison des sciences de l'homme.

## Description
Le CERIMES avait pour mission :
- de faciliter l'accès des enseignants, chercheurs et étudiants de l'enseignement supérieur aux ressources multimédias et de les aider à les intégrer dans l'enseignement. À ce titre, il participe au repérage de ces ressources, à leur organisation et leur indexation, leur gestion, leur diffusion et leur valorisation, en particulier en ce qui concerne les ressources produites par les établissements d'enseignement supérieur et de recherche ;
- de produire des documents audiovisuels ou multimédias à la demande d'enseignants ou de chercheurs ;
- d'informer sur les dispositifs de formation de l'enseignement supérieur à distance ;
- d'apporter aux établissements de l'enseignement supérieur et de la recherche une expertise technique et juridique en matière de production et de diffusion de ressources.

Le CERIMES était placé sous la tutelle de la Mission Numérique pour l'Enseignement supérieur (MNES) au sein de la DGESIP du ministère de l'Enseignement supérieur et de la Recherche.
Il était notamment l'éditeur des sites :
- Canal-U, la web télévision de l'enseignement supérieur ;
- Formasup, le catalogue de la formation à distance des établissements d'enseignement supérieur ;
- Les Signets des bibliothèques universitaires ;
- BibNum, bibliothèque numérique de textes scientifiques antérieurs à 1940, commentés par des scientifiques contemporains ;
- Jeux Sérieux, blog consacré aux jeux sérieux ;
- Le portail du numérique, jusqu'en septembre 2013 où il devint France université numérique (FUN) ;
- Science.gouv, le portail de l'internet scientifique, depuis sa création, en 2004, à avril 2012, date à laquelle le site a été confié au CNDP.

## Histoire

### Avant1954
En France avant 1939, le cinéma, comme outil scientifique, n’était intégré que dans de très rares laboratoires. De cette époque, on peut retenir les noms du docteur Jean Comandon, qui avait installé à l’institut Pasteur un petit service cinématographique, et celui de Jean Painlevé qui réalisa son premier documentaire scientifique : La Pieuvre en 1925, puis Hippocampe en 1934, et Assassins d'eau douce en 1946.
Entre 1939 et 1945 furent créés dans quelques ministères des services de production cinématographique qui employaient des réalisateurs extérieurs. Ces films étaient peu nombreux et leur diffusion limitée.
En 1949, à la suite de la projection d'un de ces films au Palais de la découverte, le directeur d'un laboratoire de l'INRA, le professeur René-Guy Busnel, fut contacté par Adée Barbier Gregh qui appartenait au cabinet du ministre Henri Longchambon. Lors de cette entrevue, ce chercheur exposa les difficultés rencontrées pour réaliser son film. La suggestion fut faite auprès du ministère de créer un service d'État ayant pour mission de fournir aux laboratoires qui en auraient besoin le matériel et le personnel qualifiés pour réaliser les documents susceptibles d'être présentés dans un congrès, un symposium ou un cours.
Ce service fut donc créé pour produire et pour diffuser, sur les plans national et international, les films nécessaires aux scientifiques.

### Le SFRS, puis le CERIMES

#### 1954–1981
Le Service du film de recherche scientifique (SFRS) est créé en 1954, sur une initiative du Conseil supérieur de la recherche scientifique — organisme rattaché à la présidence du Conseil — dont le président était Henri Longchambon, ancien secrétaire d'état à la recherche scientifique.
De 1954 à 1959, le SFRS, association loi de 1901, collecte les films scientifiques français existant pour constituer un catalogue. En 1959, commence véritablement l'activité de production et de diffusion. Ainsi, L'Étage sus-mésocolique de l'abdomen, commencé fin 1959, sort au premier trimestre 1960. Il sera suivi un peu plus tard par La Genèse des Alpes françaises, et par Recherches sur le comportement sexuel de la truie du professeur Busnel.
Lors de la disparition du Conseil supérieur de la recherche scientifique, il a été jugé opportun de rattacher le SFRS à un organisme placé sous l'autorité du ministère de l'Éducation nationale. C'est ainsi qu'en 1959, tout en conservant son statut d'association, il fut rattaché à l'Office national des universités et écoles françaises (ONUEF) qui était installé au 96 du boulevard Raspail, à Paris.
Il est assisté dans ses décisions par un conseil scientifique qui, outre son président, est composé du délégué général à la recherche scientifique, du directeur de l'enseignement supérieur, des directeurs des grands organismes d'enseignement et de recherche, et de hautes personnalités scientifiques.
La gestion financière est répartie entre deux organismes :
- les dépenses ayant trait à la production et qui font appel à des prestataires extérieurs sont gérées par le Centre national du cinéma (CNC).
- les dépenses ayant trait au fonctionnement du service sont gérées par l'Office.

Ce cadre administratif permet au SFRS d'être en relation directe avec l'État, tout en bénéficiant de la souplesse indispensable à son bon fonctionnement.
Sa mission se précise : permettre aux scientifiques français d'utiliser le cinéma à des fins de recherche ou de communication de leurs résultats. En outre, le service facilite et organise des échanges entre scientifiques français et étrangers. Il assure aussi depuis 1960 la diffusion à l'étranger du film scientifique français en gérant la cinémathèque scientifique, médicale et industrielle du ministère des Affaires étrangères.
Entre 1961 et 1970, plus de 200 films sont produits.
Le SFRS, toujours dirigé par Mme Barbier Gregh, passe de dix à seize agents.
En 1973, le SFRS est rattaché, à compte de tiers, à l'Office français des techniques modernes d'éducation (OFRATEME) qui donnera naissance au CNDP, mais il reste sous la tutelle du ministre chargé de l'Enseignement supérieur et de la Recherche.
Mme Barbier Gregh, démissionnaire, est remplacée par Mme Claude Faure.
De 1970 à 1980, le SFRS met en œuvre de nombreuses productions avec des scientifiques de renom : Alfred Kastler, André Leroi-Gourhan, Rémi Chauvin, Yves Coppens, etc. Nombre d'entre elles sont récompensées dans des festivals nationaux et internationaux. La diffusion s'élève à 18 000 prêts gratuits par an.
Une centaine de films 16 mm est vendue chaque année.

#### 1981–1990

Logo du Service du film de recherche scientifique (SFRS).

En 1981, une convention officialise le rôle de tutelle administrative de la direction des Enseignements supérieurs. Le CNDP conserve ses fonctions de gestionnaire.
La même année, Janine Mira remplace Mme Claude Faure.
En 1982, avec le développement de la vidéo, le service décide, tout en poursuivant la diffusion de films 16 mm, de mettre en vente des cassettes VHS.
En 1985, les coûts de production augmentant plus vite que la subvention, il est décidé de rendre le prêt payant.
La diffusion de films en 16 mm commence à chuter pour des raisons techniques, l'utilisation de la vidéo devenant de plus en plus aisée, et des raisons économiques : magnétoscopes et vidéocassettes coûtent beaucoup moins cher que projecteurs de cinéma et des copies films.
Le service ne compte plus alors que 11 agents.

#### 1990–1994
En 1990, le mandat du conseil scientifique arrivant à échéance, la direction des Enseignements supérieurs (DESUP), la direction de la Recherche et des Études doctorales (DRED) et le CNDP mettent en place un nouveau conseil scientifique présidé par Thierry Montmerle, du CEA. Des questions se font jour quant à l'« appartenance » et au rattachement du SFRS. 
La DESUP met en avant sa tutelle, arguant qu'en 1980, le ministère des Universités a confié, par convention, la gestion financière du SFRS au CNDP alors que les postes, les salaires et les crédits de fonctionnement relèvent du budget de l'Enseignement supérieur et de la Recherche. D'autre part, cette convention précise que le ministère des Universités est propriétaire des productions du service. 
Le CNDP, sous la direction de Pierre Trincal, met en avant sa gestion. Il souhaite que le service soit intégré au CNDP, ou que la DESUP ou la DRED trouvent un autre organisme de rattachement. Des propositions seront faites, aucune n'aboutira.
En 1992, le ministère des Affaires étrangères retire au SFRS la gestion de sa cinémathèque pour la confier à un organisme privé : le CEDFI.
Début 1993, le budget du SFRS est bloqué, il le restera jusqu'au mois de juin.
Après les élections législatives, l'organigramme du ministère est profondément modifié et François Hinard prend la tête de la direction de l'Information scientifique et technique et des Bibliothèques (DISTB).
Le 25 mars 1993, un nouveau décret paraît.

« Art. 1er. - Le Service du film de recherche scientifique a pour mission de produire des documents audiovisuels, à la demande des enseignants-chercheurs et des étudiants, sur des sujets de recherche traités dans les établissements d'enseignement supérieur et de recherche et qui requièrent une illustration audiovisuelle du sujet traité. Il participe à la distribution des documents audiovisuels scientifiques.
Art. 2. - Un conseil scientifique règle par ses délibérations les programmes de production du service du film de recherche scientifique. Il examine chaque année le bilan de ses réalisations et les évalue.
Art. 3. - Le conseil scientifique du service du film de recherche scientifique comprend deux membres de droit : 
- le directeur de la Recherche et des Études doctorales ou son représentant ;
- le directeur général du Centre national de documentation pédagogique.

Il comprend en outre douze personnalités représentatives des grandes disciplines scientifiques désignées par le ministre chargé de l'enseignement supérieur pour une durée de trois ans, renouvelable.
Le conseil scientifique élit son président en son sein.
Art. 4. - Le directeur du Service du film de recherche scientifique est nommé pour une durée de trois ans renouvelable par le ministre chargé de l'Enseignement supérieur, sur proposition conjointe des deux membres de droit du conseil scientifique. »

En août 1993, le directeur général du CNDP met fin aux fonctions de Janine Mira et prend la direction du SFRS à titre dérogatoire.
Le SFRS connaît alors une période de flottement qui dure quinze mois. 
En juillet 1994, le service acquiert le matériel et le logiciel nécessaires à la mise en place d'une banque d'images informatisée. Celle-ci deviendra un axe important de l'activité du service aux côtés de la production et de la diffusion.

#### 1995
Hervé Lièvre, qui connaît bien le service pour y avoir réalisé 17 films depuis 1979, est nommé directeur du SFRS par le ministre chargé de l'Enseignement supérieur, François Fillon, sur proposition de François Hinard et Pierre Trincal, en décembre 1994.
Un directeur de production et une assistante du directeur sont embauchés. Un agent, qui avait été détaché au CLEMI (centre de liaison de l'enseignement et des moyens d'information), rejoint le SFRS. Les emplois permanents seront alors au nombre de douze.
La production redémarre. Un premier CD-ROM est mis en chantier sous la direction scientifique du professeur Pierre-Gilles de Gennes.
Des accords de distribution sont signés avec différents organismes ou sociétés : FIFO, ADAV, CEDFI, Virgin, Films C. Kieffer, Science TV ; d'autres suivront avec Ateliers de Diffusion Audiovisuelle; Colaco, Diapofilms, Ciel et Espace…
Fidèle à sa vocation de pionnier, dès 1995, le SFRS ouvre un premier site internet.
Le SFRS devient membre de l'Institut de cinématographie scientifique et de l'IAMS (International Association for Media in Science), héritière de l'AICS/ISFA (Association internationale du cinéma scientifique ou International Scientific Film Association), créée en 1947 par Jean Painlevé.
Il signe des partenariats avec la Fête de la science, le festival de Palaiseau, le Festival international du film d'insectes, le Palais de la découverte.

#### 1997–2000
En 1997, préfigurant les « webdocs », le SFRS utilise l'Internet pour créer et diffuser un document pédagogique, il s'appellera « e-doc » pour documentaire électronique ; ce sera Qu'est-ce qu'un nombre ? écrit par le Pr Christian Houzel. Deux autres suivront : Qu'est-ce qu'une force ? et Qu'est-ce qu'une cellule ?.
Le SFRS devient membre de la Federation Of Commercial Audiovisual Libraries (FOCAL). 
Persuadés que si la production gagne à avoir des sources multiples, la distribution, en particulier pour l'usager, bénéficie d'une entrée unique (ce qui ne signifie pas exclusive), le SFRS poursuit ses efforts pour convaincre les producteurs universitaires de rejoindre son catalogue de distribution. Ainsi a-t-il l’opportunité de diffuser les productions du CREA (Rennes 2) du CAVUM (Metz), du SCAVO (Orsay), de Vidéoscop (Nancy 2), de l'université Victor Segalen, de la Passerelle, de l'IRD, etc.
Les efforts d'enrichissement du catalogue ne se limitent pas au monde universitaire français, de nombreuses conventions sont signées avec des producteurs publics étrangers tels le California Institute of Technology, l'IWF (de) de Göttingen ou des producteurs privés français, tels Ex Nihilo. De même, est prise en charge la distribution des films de télévision traitant de science que subventionne le bureau de l'information scientifique et technique du ministère de la Recherche.
En 1998, pour accompagner la popularisation de l'Internet, le site du SFRS est entièrement rénové.
L’offre du SFRS sur ce nouveau média est remarquée par le Fonds francophone des inforoutes qui subventionne un nouvel « e-doc ».
Poursuivant sa politique de relations au sein de l'enseignement supérieur en France et à l'étranger, le service devient membre d'Item Sup, de Gemme et de SCHOMS ("Standing Conference for Heads Of Media Services").
En 1999, après quelques efforts et quelques soucis, le SFRS quitte le boulevard Raspail et s'installe à Vanves, 6 avenue Pasteur. Ses relations avec la sous-direction des Technologies d'information et de communication du ministère de l'Éducation nationale s'intensifient.

#### 2000–2010
L'Internet devient le champ principal de l'activité du SFRS.
Après sfrs.fr, le SFRS devient maître d'œuvre de Formasup, le site de la formation ouverte et à distance, et de Canal-U, la web-télévision des universités. Il prend en charge Legamedia et Educasup.
Au fil des retraites, des mutations, des formations, des transformations de postes, les compétences de l'équipe évoluent et progressent pour rester en harmonie avec les technologies de l'information et de la communication.
Le SFRS commence à rendre des services dans le domaine de l'Internet comme il en rendait dans le champ cinématographique. Ainsi héberge-t-il le site de l'École française d'Extrême-Orient. Une trentaine d'autres établissements bénéficieront, au fil des ans, des mêmes services.
Peu après, sont offertes des prestations de streaming et de vidéo à la demande. Le travail sur de nouveaux champs ne fait pas oublier les compétences traditionnelles en documentation qui s'avèrent particulièrement utiles pour une gestion efficace de nos bases de données. Citons à ce titre la participation aux projets de l'Université de tous les savoirs ou aux conférences de l'Institut d'astrophysique de Paris.
Quelques CD-ROM et DVD continuent d'être coproduits.
Une première réflexion se fait jour pour un nouveau décret qui adapterait le texte à la réalité de l'activité du service ; c'est le projet CERIMES, « Centre de ressources et d'informations sur les multimédias pour l'enseignement supérieur ».
La location de films 16 mm est interrompue, et les copies distribuées aux utilisateurs réguliers.
Canal-U prend son essor. Ce site, outil au service des Universités numériques thématiques (UNT) regroupe une trentaine de producteurs, et des milliers d'heures de vidéo à la demande. 
Le SFRS accueille deux sites consacrés à la recherche sur les « TICE » : E-Pathie (groupe pour la recherche sur les usages des technologies de l'information et de la communication dans l'enseignement supérieur) et Tématice (programme de recherche interdisciplinaire sur les TIC pour l'éducation et la formation).
Toujours au titre de la recherche, le SFRS participe, en association avec des laboratoires universitaires et des industriels, à un projet du ministère de l'Industrie : Domus Videum (réseau national de recherche et d'innovation en technologie logicielle).
En 2001, le service réalise sa première retransmission en direct sur Canal-U d'un colloque de la Conférence des présidents d'université.
En 2002, le service, avec l'aide d'une subvention de la région Île-de-France, est relié à la boucle des contenus et au réseau à haut débit de Renater.
En 2003, « sfrs.education.fr » devient « cerimes.education.fr ». Le site s'enrichit, se clarifie et offre tout ce que l'Internet peut offrir, des bases de données à la vidéo à la demande.
Le service prend en charge, au sein de Canal-U, l'Université de tous les savoirs en ligne (UTLS) jusqu'à la cessation d'activité de l'association en 2011.
En 2004, à la demande de la ministre de la Recherche, s'ouvre le portail Science.gouv.fr, un nouveau site consacré à l'information scientifique et technique.

#### Depuis2010
L'activité se concentre sur l'édition de sites internet pour l'enseignement supérieur.
Par ailleurs, le CERIMES continue de (co)produire de nombreuses ressources audiovisuelles, avec les Universités numériques thématiques (UNT), mais aussi avec des partenaires tels l'Institut d'astrophysique de Paris ou le musée du Quai Branly.
En revanche, l'activité de distribution de supports physiques (essentiellement des DVD) a été arrêtée en 2011, la quasi-totalité des ressources audiovisuelles étant dorénavant diffusée en ligne.
En 2014, Canal-U, Formasup, cerimes.fr, BibNum ont totalisé, en moyenne mensuelle, selon Xiti, 439 000 visites (soit 5,3 millions pour l'année).

## Moyens
En 2014, le budget hors investissement fut de 1 297 000 € ; les investissements se montèrent à 1 110 000 €; et le stock d'emplois comportait 12 agents.

## Distinctions
Au fil des ans, le SFRS, puis le CERIMES, ont vu leurs productions distinguées, par exemple, pour les dernières années :
- en 2009, prix spécial du jury i-expo / KM Forum « la meilleure initiative de l'année » pour les Signets de bibliothèques universitaires ;
- en 2008, le documentaire Un Travois pour les dieux a obtenu le prix « Public Averti » lors du Festival du film de chercheur de Nancy ;
- en 2007, le prix Louis-Cros pour l'Innovation pédagogique a été décerné à UTLS Lycéen dont le CERIMES est le maître d'œuvre sur l’Internet ;
- en 2006, « Embryologie humaine » a reçu le premier prix du meilleur CD-ROM au Festival international du film de santé, à Liège, et le 2e prix d'anatomie du 10e Festival international du film et du multimédia médical (Filmed), à Amiens ;
- le documentaire Maculinea a obtenu le Platinum Sponsor Prize au 1st Science Film Festival, à Athènes ;
- le site « Canal-U » a obtenu une mention spéciale lors des IAMS Award (International association for media in science) Paris ;
- en 2005, « Canal-U » a reçu un « special jury award » lors de la conférence « Learning on screen » organisée par British Universities Film and Video Council.